# Antonio Labriola
Pour les articles homonymes, voir Labriola.
Antonio Labriola (né le 2 juillet 1843 à Cassino et mort le 12 février 1904 à Rome) est un philosophe et homme politique italien du XIXe siècle.

## Biographie
Antonio Labriola naît Antonio Maria Marziale Labriola à Cassino dans la province de Frosinone. En 1861, il étudie à l'Université de Naples - Frédéric-II dans la faculté de lettres et de philosophie. Il a alors pour professeur l'hégélien Augusto Vera.
Ami personnel de Friedrich Engels, Antonio Labriola est l'un des diffuseurs principaux du marxisme en Italie, en particulier avec ses travaux sur la conception matérialiste de l'histoire (1896) et ses lettres fictives à Georges Sorel, publiées en français sous le titre Socialisme et philosophie (Discorrendo di socialismo e filosofia, 1897).
Radical à ses débuts, ce professeur de philosophie à l'université de Rome soutient l'essor du Parti socialiste italien, né en 1892, en conseillant l'un de ses dirigeants, Filippo Turati, mais sans jamais en approuver pleinement l'orientation qui lui parait par trop électoraliste.
Il est le maître du jeune Benedetto Croce, en contact avec Georges Sorel et Karl Kautsky et refuse de s'engager dans le débat sur la crise du marxisme, à la fin du XIXe siècle, qui lui parait dommageable pour la doctrine. Il se range donc du côté du marxisme orthodoxe, mais en développe une conception ouverte et très problématisée, en particulier dans la polémique avec le positiviste Tomáš Masaryk (« À propos de la crise du marxisme », 1899).
Antonio Labriola laisse aussi une marque intellectuelle importante dans l'histoire de la gauche en ayant notamment pour disciple le futur ministre et député communiste Fausto Gullo ainsi que l'essayiste et poète Filippo De Nobili.
L'évolutionnisme de son marxisme, que l'on ne saurait pour autant assimiler au réformisme d'un Eduard Bernstein, révèle néanmoins ses limites épocales et ses contradictions internes lorsqu'il se déclare favorable, en 1902, à la politique d'expansion coloniale de l'Italie. Il exerce par la suite une influence remarquable sur les intellectuels communistes grâce à la lecture qu'en firent les marxistes russes et italiens, dont éminemment Antonio Gramsci.
Mort à Rome, il est enterré au cimetière du Testaccio.

### Vie privée
Antonio Labriola est le fils de Francesco Saverio Labriola (1810-1874), né à Vittoria en Sicile d'une famille originaire de la ville de Brienza en Basilicate, et de Francesca Ponari (1808-1890), fille de Tommaso Ponari. Antonio a également deux sœurs, Angela et Teresa Maria (1848-1853).
Son père a deux frères, Gaetano et Errico, et une sœur, Angela. Il est également le cousin germain du philosophe et archéologue Cataldo Jannelli (fils de Prospero Jannelli et Luisa Labriola). Les grands-parents d'Antonio Labriola sont Giambattista Labriola, lui-même fils de Francesco Saverio et d'Angela Barberini et petit-fils du riche Antonio Labriola di Brienza (1710-1754) et d'Elena di Susanna, et Teresa Caruso Ulivo, noble originaire de Noto.
Sa fille est Teresa Labriola écrivaine, juriste et féministe née à Naples le 17 février 1873 – morte à Rome le 6 février 1941.

## Œuvres principales en français
- Socialisme et philosophie (lettres à Georges Sorel) 1899 Réédition 2007 en français éditions du Sandre
- Essai sur la conception matérialiste de l'histoire 1902 réédition en français (fac similé) en 1970